# 密歇根州州旗
密歇根州州旗为一面深蓝色旗帜，中心为州徽，州旗图案由密歇根州法令规定。

## 设计
州旗上的州徽中有一个浅蓝色盾牌，描绘了太阳在湖泊和半岛间升起的画面，一个人举起一只手，另一手持有一个长枪，象征和平和保卫他的权利的能力。扶盾者为加拿大马鹿和驼鹿，这一扶盾者来自哈德逊湾公司的纹章，白头鹰则象征美国。